# Oaks (Oklahoma)
Oaks è un comune degli Stati Uniti d'America, situato nello Stato dell'Oklahoma, diviso tra la contea di Delaware e la contea di Cherokee.